# Ruben Gazarian

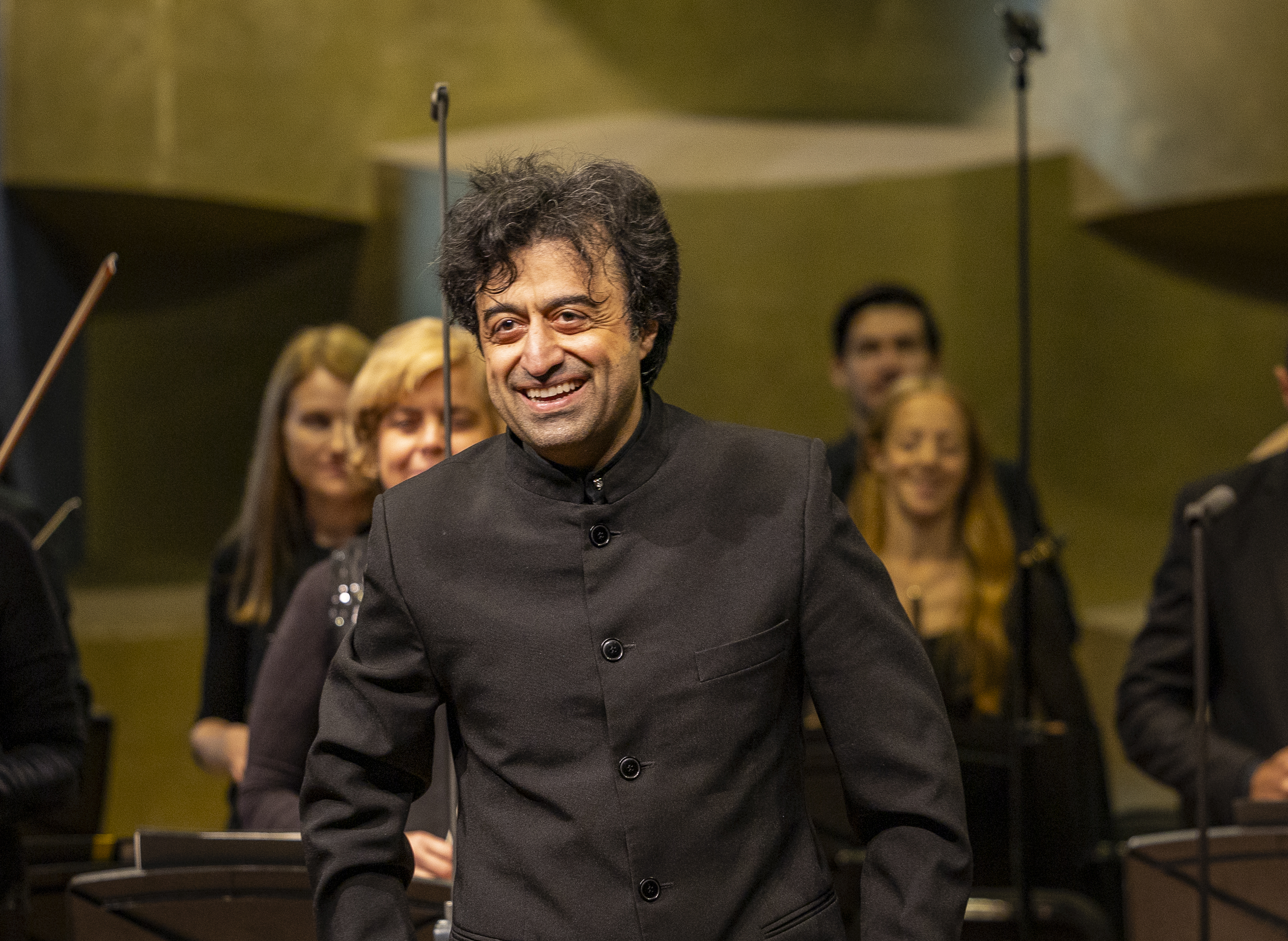
Рубен Газарян на выступлении в Израиле. 2025

Ruben Gazarian (* 8. November 1971 in Jerewan, Armenische SSR) ist ein armenischer Dirigent. Derzeit ist er Generalmusikdirektor am Theater Altenburg-Gera. Bis Ende 2020 war er Chefdirigent des Georgischen Kammerorchesters Ingolstadt, bis 2018 auch Chefdirigent des Württembergischen Kammerorchesters Heilbronn.

## Leben
Schon im Alter von vier Jahren erhielt Ruben Gazarian den ersten Violinunterricht von seinem Vater. Er studierte dann an der Spezialmusikschule P.I. Tschaikowsky, später am Staatlichen Konservatorium Jerewan bei Ruben Aharonian (Borodin-Quartett) und zuletzt an der Hochschule für Musik und Theater „Felix Mendelssohn Bartholdy“ Leipzig. Sein Studium schloss er 1998 mit der Höchstnote ab.
Bis 1992 hatte Gazarian einen Sondervertrag als Vorspieler und Solist im Staatlichen Kammerorchester Armeniens und war Geiger im Staatlichen Klaviertrio des Armenischen Rundfunks und Fernsehens. Anschließend trat er als Erster Konzertmeister dem Westsächsischen Symphonieorchesters bei. 1999 wurde Gazarian zu dessen Chefdirigenten gewählt und war zu diesem Zeitpunkt der jüngste Chefdirigent Deutschlands.
Im September 2002 wurde Ruben Gazarian Preisträger des 1. Internationalen Dirigentenwettbewerbs „Sir Georg Solti“ in Frankfurt am Main. Von 2002 bis 2018 war er Chefdirigent und Künstlerischer Leiter des Württembergischen Kammerorchesters Heilbronn. Von 2015 bis Ende 2020 war er Künstlerischer Leiter des Georgischen Kammerorchesters Ingolstadt. Seit September 2020 ist er außerdem Generalmusikdirektor am Theater Altenburg-Gera mit einer Vertragslaufzeit von zunächst vier Jahren.
Im April 2024 wurde er zum Chefdirigenten des Israel Chamber Orchestra ernannt, er wird seine Position ab der Saison 2024–2025 antreten.
Erfolgreiche Zusammenarbeit verbindet Gazarian mit namhaften Solisten wie Gautier und Renaud Capuçon, Julia Fischer, Hilary Hahn, Sabine Meyer, Viktoria Mullova, Gerhard Oppitz, Jean-Yves Thibaudet, Beaux Arts Trio, Alice Sara Ott und vielen anderen.

## Gastdirigate
Als Gastdirigent leitete Gazarian u. a. das Radio-Sinfonieorchester Stuttgart, das WDR Sinfonieorchester Köln, das RSO Frankfurt, das Deutsche Symphonie-Orchester Berlin, das Frankfurter Museumsorchester, die Straßburger Philharmoniker und das Zürcher Kammerorchester. Zahlreiche Konzertmitschnitte von ihm liegen beim Hessischen Rundfunk, Südwestrundfunk, Westdeutschen Rundfunk, Deutschlandradio und Mitteldeutschen Rundfunk vor.